# Caroline Reynolds
Caroline Reynolds interpretată de Patricia Wettig, este un personaj din serialul de televiziune Prison Break difuzat de Fox.